# 太田上田
『太田上田』（おおたうえだ）は、2015年9月1日（8月31日深夜）から中京テレビで放送されている太田光（爆笑問題）と上田晋也（くりぃむしちゅー）による冠トークバラエティ番組。番組開始時から2017年4月1日までは火曜 - 土曜の未明帯に5分間のミニ帯番組として放送。4月5日から水曜未明（火曜深夜）の25分番組となる。

## 背景
爆笑問題の太田光とくりぃむしちゅーの上田晋也は20年来の仲であり、同じく2人とそれぞれ旧知の仲であるプロデューサーの菅賢治は「この2人が楽屋でじゃれ合う姿が面白かった。何か番組ができないかと思った」と、2014年に2人がロケをする配信番組『太田と上田』をBeeTVでスタートさせた。番組が終わると菅は2人から「どこでもいいからまた2人の番組がやりたい。僕らの代表作にしたい」という打診を受け、この番組を作る決意をした。「ただ2人がしゃべりまくるだけのミニ番組」という企画はなかなか賛同を得られなかったが、中京テレビでこれが実現することとなり、『太田上田』は中京ローカルの番組として制作されることになった。
中京テレビはこの番組を全国に発信するために、番組ホームページや専用アプリでの無料配信を始めた。2016年9月にはこの番組の無料配信コンテンツを基に配信番組を増やした中京テレビの無料配信サービス「Chuun」を設立し移行に至った。テレビでの放送が始まる1週間前の2015年8月23日に、「#0」として太田と上田が中京テレビ（旧社屋）を訪れる映像が配信された。
2017年3月11日（10日深夜）の放送で、4月5日（4日深夜）から毎週水曜0:29 - 0:54（毎週火曜深夜）の25分番組に昇格することを発表した。
2019年3月27日までは中京テレビのみ特例的に水曜0時59分 - 1時54分に1時間遅れネットとしていた、日本テレビ制作の「プラチナイト」火曜版『ウチのガヤがすみません!』を、4月3日から制作局と同時ネットに変更するため、本番組は従前より放送時間を30分繰り下げ、0時59分 - 1時24分での放送となる。
2020年1月4日には中京テレビ開局50周年特別企画として、初の全国ネット版スペシャルとして『太田上田のカメラ回さないので見せてもらっていいですか?』が放送された。

## 番組内容
太田と上田が、東海3県の視聴者から寄せられた質問や悩みをきっかけにトークを行う。収録は週替わりで東海地方の名所で行われ、毎週「○○（ロケ場所）編」という副題が付く。だが次第に東京都内のスタジオで背景を合成（クロマキー）した収録が増えていることを番組内で明かしている。番組内で太田と上田はペアルックの衣装を着る。
火曜 - 土曜の未明帯の5分間のミニ番組だった時代には、トークがぶつ切りで終わることが多々あった。これに関してプロデューサーの村井清隆は「1話完結っぽくならないように編集している」と述べている。また、放送では発言のスーパーはほとんど入れられない。
ゲストが出演する週がある。太田や上田と縁がある芸人などのほかに、2人がそれぞれ褒め称えたかった人物「太田アワード」「上田アワード」を設け、その受賞者を呼ぶという企画がある。また、タレント以外に常連投稿者の一般人をゲストとして招く回がある。

## 出演者
- 太田光（爆笑問題）
- 上田晋也（くりぃむしちゅー）

### 主なゲスト
- 浜ロン - 頻繁に出演する常連ゲスト。かつて上田と同じくプライム→ナチュラルエイトに所属し（現在はフリーランス）、上田の運転手も務めていた経験もあることから、番組内で上田の私生活を報告する。企画によって進行役や中継レポーターとしても出演。2022年4月以降は番組の企画構成も兼務している。
- BOYS AND MEN - 2016年1月[8]・9月[9]に出演。
- SKE48 - 2016年1月、「サンシャインサカエ SKE48劇場編」に出演。須田亜香里ほかチームEのメンバーが出演した[10]。
- 井口浩之（ウエストランド） - 主に配信のみの未公開ムービーに出演。太田の事務所の後輩で、よく収録の見学に来ており、たまに上田をののしる。太田のファンからはあまりよく思われていない[11]。浜ロンに対して井口は太田の私生活を報告する。
- 中田敦彦（オリエンタルラジオ） - 2016年5月の1時間スペシャル『太田上田〜ファン感謝祭〜』に出演。番組のファンであることを明かした[12]。
- 古坂大魔王 - 2016年8月に出演[13]。『太田上田 中京テレビ新社屋開業SP』ではピコ太郎としてVTRで出演した[14]。「2016年 上田アワード」受賞。
- オードリー - 2016年11月、『中京テレビ新社屋開業SP』収録の際に太田と上田がオードリーの楽屋（オードリーは中京テレビで冠番組を持つ）に乱入するという形で出演した[15]。
- ガリベンズ矢野 - 上田のモノマネを持ちネタとする。『中京テレビ新社屋開業SP』で中継レポーターとして出演したほか、2017年07月・2021年11月にはホリともに番組内でのエピソードをモノマネで再現した。
- 井森美幸 - 2016年12月に出演。「2016年 太田アワード」受賞者。
- 柴田英嗣（アンタッチャブル） - 2016年12月[16]・2017年2月に出演。「2016年 上田アワード」受賞者。
- 木本景子 - 映画「ちはやふる」の読み手役でもあり、2017年～2020年の新春三番勝負の「名言かるた対決」の読み手を担当。2021年6月8日放送の#294ではTwitterにて番組にまつわるツイートに対して、返信・リツイート・いいねをしていることから番組ファン代表としてゲスト出演した。2021年6月現在ナレーションを担当している。
- スガシカオ - 2017年2月に出演。「2016年 太田アワード」受賞者[6]。
- チュウキョ〜くん - 中京テレビマスコットキャラクター。登場時は毎回、太田から暴行を受けて吹っ飛ばされることがお約束になってしまい、他のゆるキャラが番組に登場する際も太田に襲いかかられることが慣例になってしまった。
- 望月杏夏 - 中京テレビアナウンサー。告知、進行に加え、番組開始当初担当していた板谷学の降板に伴いナレーションも担当した。チュウキョ～くんと共に出演することが多い。
- 森口博子 - 2017年10月に出演。「2016年 太田アワード」受賞者。
- 長嶋一茂 - 2020年1月の新春スペシャルに出演。
- 舘ひろし - 同上。
- 大塚芳忠 - 同上。ナレーションのみ。
- 伊集院光 - 2020年10月6日、13日（収録日9月14日）。収録は、田中裕二が新型コロナにより入院自宅待機していた時期で、前週、伊集院が田中の代役としてJUNK爆笑問題カーボーイに出演している。
- 川上洋平([Alexandros]) - 2021年5月4日、12日、9月7日、14日、2022年7月12日〜8月2日出演。番組ファン。番組テーマソングを作曲。

## スタッフ
- ナレーション - 木本景子
- 企画・プロデュース - 菅賢治（以前は企画のみ）
- 構成 - 大岩賞介、久保貴義、浜ロン
- カメラ - 福浦俊輔、東沙也加
- 音声 - 松橋利行
- アシスタント - 後藤希一
- 編集 - 本間隆造
- MA - 引地貴大
- 音効 - 小林洋介
- 音楽 - まつきあゆむ
- イラスト - 長谷恭三
- メイク - 木津恵理子
- スタイリスト - 古賀千由希
- 編成 - 浅田大道（2024年7月-、2020年10月13日-2024年6月までプロデューサー）
- 広報 - ホードル麻里奈（2024年7月-）
- デスク - 小林恵美理
- TK - 梅澤和世
- AD - 横澤こむぎ
- ディレクター - 杉山颯、寺沢隆、都野守貴裕
- チーフディレクター - 佐藤孝則（以前はAD→ディレクター）
- AP - 宇佐美昭（2022年4月-）
- プロデューサー - 綾田龍翼（2024年7月-）、橋口洋之、小林宏充
- 衣装協力 - haushca
- 制作協力 - オフィスぼくら
- 製作著作 - 中京テレビ

### 過去のスタッフ
- ナレーション - 望月杏夏
- カメラ - 柴田彰紀、山下勇樹、深澤慎平、和田高緒、小林真士、川崎雅俊、加藤弘樹、長尾一輝、平本慎、岡田航、藤本茂樹、田村将哉、松井光太郎、柴田竜太郎、佐藤拓弥
- 照明 - 馬場博、原徳則、廣間章泰、齋藤久美子、佐原和彦、井町成宏
- 音声 - 長谷川輝、中村智美、林尚生、長岡圭祐、谷島亜沙美、後藤祐輔、長島大輔
- MA - 浅井豊、吉田つぐみ、遠藤寛也
- 編集 - 関原忍、岩谷洋平、久保田和樹、今野成貴、荻原隆司
- 編成 - 内藤庸介、土屋健、小林元樹、森本英樹、辻村亮
- 広報 - 山田有吉、勝山実香、竹内千尋、鈴木菜摘、小田梨紗子
- デスク - 孫慧琳、建部由紀、渡邉早紀、白川麻美、大山実弓
- AD - 中西未紀、早川真代、遠渡美帆、青木虹太、丸目綾子、二戸楽夢
- ディレクター - 古川雄一、佐藤興達（佐藤興→以前はAD）、中野浩之
- プロデューサー - 板谷学(以前は兼ナレーター)、簑羽慶、神農貴洋（神農→以前はディレクター）
- チーフプロデューサー - 村井清隆、深谷浩規
- 衣装協力 - ikka

## 放送時間

### 深夜番組時代
- 2017年4月5日から2019年3月27日まで、水曜0:29 - 0:54（火曜深夜）
- 2019年4月3日から、水曜0:59 - 1:24（火曜深夜）

### 帯番組時代
番組開始～2017年3月
- 火曜（月曜深夜）：0:54 - 0:59
- 水曜（火曜深夜）：0:59 - 1:04
- 木曜（水曜深夜）：1:26 - 1:31
- 金曜（木曜深夜）：1:30 - 1:35
- 土曜（金曜深夜）：1:25 - 1:30

上記の時刻はあくまでも一例であり、週によっては頻繁に前後したり、特別編成に伴い休止する日(リオデジャネイロオリンピック等)もある。
開始時間が変動することが多いため、太田の提案により新聞のテレビ欄にチェックする用の蛍光ペンをノベルティグッズとした。

### 特別版
『太田上田〜ファン感謝祭〜』
2016年05月15日（14日深夜）に放送。3分放送されるごとに30秒のCMが入る、ボクシングの試合のようなスタイルで放送された。
『太田上田 中京テレビ新社屋開業特番 IN 名駅ささしまライブ』
2016年11月16日 15:00 - 16:00に放送。中京テレビの新社屋周辺からの中継を交えて放送した。
『太田上田ナゴヤSP～名古屋は第2の故郷だがや！～』
2017年09月03日 15:00 - 15:55に放送。番組特注のラッピングバスに乗り名古屋の街中に訪れた。
『太田上田のカメラ回さないので見せてもらっていいですか?』
2020年1月4日 15:55 - 16:55に中京テレビ開局50年記念番組として日本テレビ系列28局にて放送された。

## ネット局
制作局の中京テレビは日本テレビ系列のため、同系列局への番組販売により本番組を視聴できる地域がある。なお、同系列のキー局である日本テレビや準キー局の読売テレビでは本番組を放送していないため、代わりに独立放送局である千葉テレビ、テレビ神奈川、群馬テレビ、とちぎテレビやサンテレビが本番組をネットしている。
| 放送期間                               | 放送時間                     | 放送局                    | 対象地域   | 備考        |
| -------------------------------------- | ---------------------------- | ------------------------- | ---------- | ----------- |
| 2017年4月5日 -                         | 水曜 0:59 - 1:24（火曜深夜） | 中京テレビ（CTV）         | 中京広域圏 | 制作局      |
| 2018年4月9日 -                         | 金曜 0:59 - 1:24（木曜深夜） | くまもと県民テレビ（KKT） | 熊本県     |             |
| 2018年4月15日 -                        | 金曜 2:00 - 2:25（木曜深夜） | 広島テレビ（HTV）         | 広島県     | [ 注釈 7 ]  |
| 2018年10月4日 -                        | 木曜 1:59 - 2:24（水曜深夜） | 福岡放送（FBS）           | 福岡県     |             |
| 2018年10月5日 -                        | 金曜 2:29 - 2:54（木曜深夜） | 北日本放送（KNB）         | 富山県     |             |
| 2019年4月8日 -                         | 火曜 1:34 - 1:59（月曜深夜） | ミヤギテレビ（MMT）       | 宮城県     |             |
| 2019年4月11日 - 6月27日 2020年4月2日 - | 木曜 1:29 - 1:59（水曜深夜） | テレビ信州（TSB）         | 長野県     |             |
| 2019年4月11日 - 2024年12月25日         | 水曜 23:30 - 23:55           | サンテレビ（SUN）         | 兵庫県     | [ 注釈 9 ]  |
| 2019年10月2日 -                        | 水曜 1:34 - 2:04（火曜深夜） | テレビ新潟（TeNY）        | 新潟県     | [ 注釈 10 ] |
| 2020年4月4日 - 2022年3月30日           | 水曜 0:59 - 1:26（火曜深夜） | テレビ金沢（KTK）         | 石川県     | [ 注釈 11 ] |
| 2020年10月1日 -                        | 火曜 22:30 - 22:55           | 千葉テレビ（CTC）         | 千葉県     | [ 注釈 12 ] |
| 2021年4月2日 - 2025年6月27日           | 土曜 1:00 - 1:25（金曜深夜） | テレビ神奈川（tvk）       | 神奈川県   | [ 注釈 13 ] |
| 2021年10月5日 -                        | 火曜 23:30 - 23:55           | 群馬テレビ（GTV）         | 群馬県     |             |
| 2021年10月6日 -                        | 水曜 0:59 - 1:24（火曜深夜） | 札幌テレビ（STV）         | 北海道     | [ 注釈 14 ] |
| 2021年10月9日 -                        | 土曜 0:30 - 0:59（金曜深夜） | 山梨放送（YBS）           | 山梨県     |             |
| 2022年6月1日 -                         | 水曜 22:30 - 22:55           | とちぎテレビ（GYT）       | 栃木県     |             |

## インターネット配信
テレビ放映版とは異なり、公開期限切れや権利上の問題で資料映像を使用した場面のカットや静止画差し替えとなる。
- 公式サイト、スマートフォンアプリ - 放送開始から2016年8月まで。以降は「Chuun」→「Locipo」へ移行。
- Hulu - Huluの太田上田隔週配信。本編に加え、未公開シーンも配信中。
- Chuun・Locipo - 中京テレビが提供する動画配信サイトおよびスマートフォンアプリ。2016年9月のサービス開始時より配信を開始[22]。放送翌日に最新エピソードが配信される。2020年3月27日からは名称を「Locipo」に変更し、在名民放のうち4局（中京テレビ・CBCテレビ・テレビ愛知・東海テレビ）合同の動画配信サービスとして運営（2023年10月2日からはメ～テレが加わり、5局となった）。2020年4月からは最新話限定で1週間のみの配信に変更となった。
- TVer・日テレ無料TADA - 中京テレビでの放送終了後から約1か月遅れで最新版を配信。配信期間は配信日から1週間。
- YouTube - 2020年4月20日開設。
- U-NEXT - 2021年8月14日から配信開始[23]
- Lemino - 2018年4月17日以降の放送分を視聴可能（一部、未配信の回あり）。

### 過去
- GYAO! - 毎週火曜日 午前1時30分より最新話を更新。また過去の本編放送回＆未公開シーンを集めた『太田上田アーカイブス』、オリジナルコンテンツである『楽屋の太田上田』（2019年10月16日より）なども2020年3月末まですべて無料で配信。同年4月からは最新話限定で1週間のみの配信に変更になり、オリジナルコンテンツ配信は終了した。2023年3月31日をもってGYAO!がサービス終了したことに伴い、公開を終了。

## オープニングとエンディング
- 番組開始から、太田が「○○！○○！」という人名をふたり挙げるタイトルコールから開始される。のちに公式 Twitter にて視聴者予想が行われている。
- 帯時代は、番組ロゴとともに甲高い笑い声の効果音が鳴り、太田と上田の似顔絵の静止画とともに番組の趣旨説明がナレーションなしでなされていた。これは Hulu 版でも確認ができる。
- Hulu版では、エンディング曲は一切使用されておらず、エンディングのクレジットの表示もなく、回によっては唐突に番組が締めくくられる。
- 本放送でのエンディング時のテーマ曲には Fernando Cavazos「Banaito Y Perfumao」が使用され、甲高い笑い声の効果音とともにスタッフクレジットが画面1枚で表示される形式を 2021年4月6日まで使用されていたが、YouTube版ではチャンネル登録ボタンと関連動画ボタンの表示用としてこのテーマ曲が2022年放送回のダイジェスト分まで使用された。2022年8月16日からは#348・#349にて［Alexandros］川上洋平と作ったテーマソングが、本放送エンディング時のテーマ曲として使用されている。
- 2021年4月13日 からは、本放送においては、太田と上田が番組タイトルを時折叫ぶような独自のテーマ曲が採用されたが、Hulu版では回によっては流れないことがある。